# Flamin' Groovies
Os Flamin' Groovies (também chamados Flamin Groovies, sem apóstrofo) são uma banda norte-americana de rock and roll, rockabilly e blues-rock de garagem, formada no ano de 1965 em San Francisco, Califórnia. Seus membros iniciais foram os guitarristas Roy A. Loney (também nos vocais principais) e Cyril Jordan (vocais), acompanhados por Tim Lynch (guitarra, harmônica, violoncelo, percussão e vocais), George Alexander (baixo, harmônica e vocais) e Danny Mihm (bateria). Esta formação lançou, segundo John Dougan (Allmusic), um mini-álbum DIY, Sneakers, no final do ano de 1967 que os levou, dois anos depois, a um contrato para a Epic e a seu primeiro álbum, Supersnazz. Por suas fracas vendas, lançam em 1970 seu segundo álbum, Flamingo, e seu terceiro álbum, Teenage Head, em 1971; ambos pela gravadora Kama Sutra. A apatia do público por estes discos e as relações cada vez mais tempestuosas entre Jordan e Loney levam à partida deste último para uma carreira solo. Jordan, influenciado pelo som do The Byrds, The Beatles e The Beach Boys, contrata o guitarrista e vocalista Chris Wilson para, em 1976, lançar o disco Shake Some Action, cuja canção título é considerada um clássico do power pop.

## História

### 1965-1971: Início,Sneakers, Epic:Supersnazz, Kama Sutra:Flamingo,Teenage Head, saída de Roy A. Loney e Tim Lynch
Sobre o início da banda, Cyril Jordan comenta, em entrevista para Jason Gross, que "eu estava a perder o interesse e eu provavelmente teria dado a minha guitarra se não fosse pela invasão britânica". Isto em 1963, ao começar com o aprendizado deste instrumento. Logo após, ele comenta que Roy A. Loney estava no segundo ano da escola na época em que conheceu o baixista George Alexander, que também tinha uma banda. "Eles não tinham um baterista. Ele, George, estava com Roy Loney e Tim Lynch. Eu tinha um baterista, um amigo meu chamado Ron Greco. Então George me convidou e ao baterista até a casa de Tim, um final de semana, e começamos a tocar uma música atrás da outra e percebemos que nós éramos uma banda". O ano era 1965. O primeiro nome escolhido foi Chosen Few. O nome Flamin' Groovies seria escolhido no dia posterior ao concerto dos Beatles no Candlestick Park, realizado em 29 de agosto de 1966.
Por esta época eles já estavam com o baterista Danny Mihm quando lançaram o mini-álbum Sneakers, com sete músicas, no final do ano de 1967 e por conta própria, através de um selo que batizaram como Snazz Recording. Esta gravação os levou a um contrato para a Epic Records e ao lançamento do álbum de estreia, Supersnazz, em setembro de 1969. Suas fracas vendas levaram a banda a ser descartada, não muito tempo depois de seu lançamento, embora a música "Rocking Pneumonia And Boogie Woogie Flu" tenha entrado na parada por tempo suficiente para a confecção do primeiro single deles.
Segundo Roy Loney, "nós definitivamente estávamos fora de sintonia com o que estava acontecendo na Costa Ocidental americana, o blues e folk rock psicodélicos, com as pessoas tocando músicas de trinta minutos e coisas assim. Estávamos tocando rock and roll, apenas músicas simples de dois minutos. Meu início era rockabilly, como Carl Perkins e Elvis, Chuck Berry, Little Richard, Fats Domino. Esse é o tipo de minhas raízes. Acho que a primeira música que fizemos foi isso. Nós só estávamos tocando o que amávamos. Nós tendíamos a soar como uma banda antiga, antes que houvesse uma coisa dessas. Mais ou menos como fazer velho rock and roll e as pessoas dizendo: 'O que você está fazendo?' (risos)".
Assinaram rapidamente contrato com o selo Kama Sutra. Os álbuns subsequentes, Flamingo (1970) e Teenage Head (1971), foram influenciados pelo rock da banda de Detroit MC5 e possuíam uma perspectiva de sonoridade mais contemporânea e seu som também ajudaria a catalisar o movimento punk, segundo Adrian Huggins. O disco Teenage Head, gravado em Nova York e com Jim Dickinson tocando piano, chega a receber críticas complementares, sendo favoravelmente comparado a Sticky Fingers dos Rolling Stones. Porém este é o último disco com Roy A. Loney e Tim Lynch na banda.

### 1972-1979: Entrada de Chris Wilson e James Farrell, Europa e Sire Records:Shake Some Action,NoweJumpin' In The Night
Loney e Lynch são substituídos, respectivamente, por Chris Wilson e James Ferrell. O vocalista, Chris, tinha 18 anos quando voou para Los Angeles, no início de 1971, para juntar-se com alguns caras que ele já havia estado, em Boston. As coisas não deram certo em Los Angeles, mas um amigo de um amigo estava procurando um cantor para a sua banda de San Francisco, então Chris acabou se mudando para a Bay Area. Dentro de um ano, Roy Loney, o vocalista original da Groovies, decidie deixar a banda, e Chris é convidado a substituí-lo. Denegridos em casa, os Flamin' Groovies vão para a Inglaterra em maio de 1972. Cyril Jordan acrescenta um apóstrofo no nome da banda, tendo agora um maior e mais entusiasmado culto na Europa, especialmente na Inglaterra e na Alemanha, do que tiveram nos Estados Unidos, e se dedica principalmente à sua devoção pelo The Byrds, Beatles e os Beach Boys, em sua sonoridade. Sendo produzidos por Dave Edmunds, lançam o single de "Slow Death" pela United Artists, uma canção anti-drogas. Por esta época, já tinham as canções "You Tore Me Down" e "Shake Some Action", gravadas junto com "Slow Death" e outras quatro faixas, "Married Woman", "Little Queenie", "Get A Shot of Rhythm and Blues" e "Tallahassee Lassie", nos estúdios Rockfield, em Monmouth, País de Gales, mas a colaboração entre eles e o produtor Edmunds produziu pouco até 1976, ano em que sai o álbum Shake Some Action pela Sire Records; isto porque Cyril Jordan não consegue assinar o contrato com a United Artists e porque "todos viraram as costas para o rock and roll na época. Ninguém queria ouvir canções de amor como "You Tore Me Down". Eu mesmo fui à Motown para tentar conseguir um contrato de gravação. Foi uma loucura". Porém, ele havia conhecido Greg Shaw, da Bomp! Records, que lança o single de "You Tore Me Down" / "Him Or Me (What's It Gonna Be?)" em 1975. Greg estava se tornara amigável com Seymour Stein, da Sire Records, o que lhes propiciou o contrato com este selo.
Carregado com toques de guitarras, tocando grandes covers e com produção de Edmunds, Shake Some Action tornou-se um álbum bem recebido na era punk da Grã-Bretanha, assim como sua sequência pela Sire, Now (1978). Ajudou-lhes o fato de terem os Ramones como banda de apoio, em um lendário show ocorrido em 04 de julho de 1976. Esta notoriedade trouxe um interesse renovado pelo Groovies na América, mas a seqüência de bons álbuns terminou abruptamente com o álbum, na maior parte de covers, Jumpin' In The Night (1979). Claramente, a banda tinha acabado seu gás. Esse fato, no entanto, pouco fez para convencer Cyril Jordan de que os Flamin' Groovies, de qualquer forma, já não eram viáveis. Colin Larkin comenta que um novo baterista, David Wright, substitui Danny Mihn. Perderam, então, o contrato com a Sire.

### 1980-1992: Saída de Chris Wilson, reformulação, Austrália,One Night StandeRock Juyce, fim
Por volta do ano de 1984, Cyril Jordan e George Alexander reformularam outra versão da banda. Chris Wilson os deixa, em 1981, e James Ferrell é substituído por Mike Wilhelm. Gravam os álbuns One Night Stand, sem Wilhelm, mas com Jack Johnson na guitarra e Paul Zahl na bateria; gravado em 28 de julho de 1986 e mixado em 04 de agosto de 1986 em Sydney, Austrália, depois de uma extensa turnê pela Austrália e Nova Zelândia, e Rock Juyce (1992), lançado em CD nos Estados Unidos pela National Records, pelo qual passaram cerca de seis anos trabalhando. Esta terceira encarnação dos Groovies durou até 1991.
No ano de 2005, o álbum Teenage Head entra para a lista do livro 1001 Albums You Must Hear Before You Die, editado por Robert Dimery.
John Dougan afirma que são "uma das maiores e mais influentes bandas de culto, lendárias, da América" e Ryan Settee comenta que "a existência dos Flamin' Groovies foi, talvez, de dez a quinze anos à frente de seu tempo, ou dez a quinze anos tarde demais. Eles se formaram tarde demais para ter capitalizado qualquer prestígio que seu material influenciado pela Sun Records lhes teria fornecido, se tivessem surgido em torno de meados dos anos 50; mas eles, definitivamente, tinham uma formação que eu (e muitos outros) consideram ser a base do som protopunk e do que passou a influenciar diretamente o punk rock, que tinha atingido a sua forma de meados para o final dos anos 70".

## Discografia

### EPs e mini-álbuns
- Sneakers (1967)[5] - gravação independente em 10", Snazz Recording (R-2371)[6]
- Grease (1973) - gravação em 12" e 7", Skydog, França (FG 13 e FGG 001)[25]
- Flamin' Groovies 7" EP (1976) - gravação em 7", United Artists, UK (REM 406)[26]
- Rockfield Sessions (1989) - gravação em vinil, Mini-Album: AIM, Austrália (Collect 2)[27]
- The Flamin' Groovies (1994) - gravação em vinil, Mini-Album: Bomp! Records (BMP 101/10)[28]

### Álbuns de estúdio
- Supersnazz (1969) - Epic Records (BN 26487)[2]
- Flamingo (1970)[7] - Kama Sutra (KSBS 2021)[3]
- Teenage Head (1971) - Kama Sutra (KSBS 2031)[9]
- Flamin' Groovies (1971) - edição dupla, contendo os álbuns Flamingo e Teenage Head, Buddah Records, UK (2683 003 Select)[29]
- Shake Some Action (1976) - Sire Records (SASD-7521)[13]
- Now (1978) - Sire Records (SRK 7059)[30]
- Jumpin' In The Night (1979) - Sire Records (SRK 6067)[20]
- One Night Stand (1986) - ABC (ABC LP10)[31]
- Rock Juice (1992) - National Records (NAT-030-2)[23]

### Álbuns ao vivo
- Bucketful of Brains (1983) - Voxx Records (VXS 200.015)[32]
- Studio '68 (1984) - Eva Records, França (EVA 12044)[33]
- Flamin Groovies '70 (1984) - Eva Records, França (EVA 12045)[34]
- Live At The Whiskey A Go-Go '79 (1985) - Lolita, França (Lolita - 5037)[35]
- Rockin' At The Roundhouse (1993) - Mystery Records (MRC 103)[36]
- Live at The Festival of The Sun Barcelona Spain (1994) - AIM, Austrália (AIM 1051)[37]
- Live In Barcelona 1987 (1994) - Music Sessions, Espanha (MS028)[38]

### Singles até 1976 (EUA e Inglaterra)
- 7", A: "Rocking Pneumonia And Boogie Woogie Flu" / B: "The First One's Free" (1969) - Epic Records, USA (5-10507)[16]
- 7", A: "Somethin' Else" / B: "Laurie Did It" (1969) - Epic Records, USA (5-10564)[39]
- 7", A: "Have You Seen My Baby?" / B: "Yesterdays Numbers" (1971) - Kama Sutra, USA (KA 527)[40]
- 7", A: "Teenage Head" / B: "Evil Hearted Ada" (1971) - Kama Sutra, UK (2013 031)[41]
- 7", A: Sha Na Na: "Rock And Roll Is Here To Stay", "Duke of Earl", "Great Balls of Fire" / B: Flamin' Groovies: "Gonna Rock Tonite", "Keep A Knockin'" (1971) - Kama Sutra, UK (2013 042)[42]
- 7", A: "Slow Death" / B: "Tallahassie Lassie" (1972) - United Artists, UK (UP 35392)[18]
- 7", A: "You Tore Me Down" / B: "Him Or Me (What's It Gonna Be?)" (1975) - Bomp! Records, USA (BOMP 101)[43]
- 7", A: "I Can't Hide" / B: "Teenage Confidential" (1976) - Sire Records, USA (SAA-731)[44]
- 7", A: "Shake Some Action" / B: "Teenage Confidential" (1976) - Sire Records, UK (6078 602)[45]
- 7", A: "Don't You Lie To Me" / B: "She Said Yeah", "Shake Some Action" (1976) - Sire Records, UK (6198 086)[46]

### Coletâneas principais
- Still Shakin (1976) - Buddah Records (BDS 5683)[47]
- Groovies Greatest Grooves (1989) - Sire Records (9 25948-2)[48]
- California Born And Bred (1995) - Norton Records (CED 243)[49]
- Grease (1998) - Jungle Records (Freud CD 072)[50]
- Shake Some Action With The Flamin' Groovies (1999) - Dressed To Kill (2 CD: AOP 164)[51]
- The Flamin' Groovies (2002) - compilação em 2 CDs, o disco 1 contendo One Night Stand e Sneakers, disco 2 ao vivo - Charly Records (SNAF 830 CD)[52]
- Slow Death (Amazing High Energy Rock N' Roll 1971-73!) (2002) - Norton Records (LP: ED 297 /CD: CED 297)[53]
- Bust Out At Full Speed - The Sire Years (2006) - DBK Works (03 CD box: dbk601)[54]

### Músicas em coletâneas de power pop
- DIY: Come Out And Play - American Power Pop I (1975-78) (1993) - Rhino Records (música "Shake Some Action")
- The Roots of Powerpop (1996) - Bomp! Records (música "Him Or Me")
- Poptopia! Power Pop Classics of The '70s (1997) - Rhino Records (música "Shake Some Action")
- 20 Greats From The Golden Decade of Power Pop (2005) - Varèse Sarabande (música "Shake Some Action")

Segundo informação nas ligações externas.